# Tal Afar
Tal Afar je město a okres v guvernorátu Ninive v severozápadním Iráku, 64 kilometrů západně od Mosulu, 52 kilometrů východně od Sindžáru a 200 kilometrů severozápadně od Kirkúku.

## Obyvatelstvo
Původní odhadovaný počet obyvatel 200 000 poklesl na 80 000 v roce 2007. Většina z nich jsou Iráčtí Turkmeni většinou 75% sunnitského vyznání. Zbylo čtvrtinu tvoří převážně ší'ité. Nejběžněji používaným jazykem ve městě je turečtina, ačkoliv většina obyvatel mluví arabsky nebo iráckou turkmenštinou.

## Moderní dějiny
V roce 2005 během americké okupace Iráku bylo město bojištěm mezi americkou armádou a sunnitskými povstalci.
16. června 2014 dobyl město samozvaný Islámský stát. V roce 2016 v rámci bitvy o Mosul bylo místní vojenské letiště obsazeno příslušníky ší'tských milic, které zde přetnuly poslední zásobovací cesty mezi Mosulem a Rakkou, která je hlavním opěrným bodem Islámského státu v Sýrii.
Na konci srpna 2017 bylo město po týdenní operaci osvobozeno iráckou armádou.